# Miss Marple (série télévisée, 1984)
Cet article concerne la série télévisée de 1984. Pour la série télévisée de 2004, voir Miss Marple (série télévisée, 2004).
Pour les articles homonymes, voir Miss Marple.
Miss Marple (Miss Marple) est une série télévisée britannique en 12 téléfilms, créée par Guy Slater d'après le personnage d'Agatha Christie, et diffusée du 26 décembre 1984 au 27 décembre 1992 sur BBC1.
En France, la série a été diffusée à partir du 6 avril 1987 sur La Cinq puis sur France 3.

## Synopsis
Cette série met en scène les enquêtes de Miss Marple, la célèbre héroïne d'Agatha Christie.

## Distribution
- Joan Hickson (VF : Régine Blaess) : Miss Marple

## Épisodes
1. Un cadavre dans la bibliothèque (The Body in the Library)
2. La Plume empoisonnée (The Moving Finger)
3. Un meurtre sera commis le... (A Murder Is Announced)
4. Une poignée de seigle (A Pocket full of Rye)
5. L'Affaire Protheroe (The Murder at the Vicarage)
6. La Dernière Énigme (Sleeping Murder)
7. À l'hôtel Bertram (At Bertram Hotel)
8. Némésis (Nemesis)
9. Le Train de 16 h 50 (4.50 from Paddington)
10. L'Œil de verre (A Caribbean Mystery)
11. Le Manoir de l'illusion (They Do It with Mirrors)
12. Le miroir se brisa (The Mirror Crack'd from Side to Side)

### DVD
Coffret intégrale 9 DVD, sortie le 17 octobre 2007 chez l'éditeur Elephant Films (ASIN B000069V4C)